# Emirates Mars Mission
Emirates Mars Mission, chiamata anche Mars Hope al-Amal , (in arabo مشروع الإمارات لاستكشاف المريخ‎?)    è una missione spaziale emiratina senza equipaggio umano con lo scopo di studiare l'atmosfera marziana e il suo clima. La missione consiste in una sonda spaziale chiamata sonda della speranza (in arabo مسبار الأمل‎?), il cui lancio è stato effettuato il 19 luglio 2020 a seguito di breve posticipo, ed ha completato l'inserimento in l'orbita marziana il 9 febbraio 2021.

## Missione e obiettivi scientifici
Il nome della sonda, al-Amal (in inglese: Hope; in italiano Speranza), è stato scelto perché «manda un messaggio di ottimismo a milioni di giovani arabi», secondo lo sceicco Mohammed bin Rashid Al Maktum, primo ministro degli Emirati Arabi Uniti, a cui è dedicato il Centro spaziale Mohammed bin Rashid. Il direttore del progetto è l'ingegner Omran Sharaf e il team della missione comprende circa 150 ingegneri emiratini.
La sonda ha viaggiato per circa un anno marziano (circa un anno terrestre) alla velocità di 40000 km/h fino a raggiungere l'orbita di Marte, dove ne studierà l'atmosfera per i successivi due anni. I dati raccolti permetteranno di creare un modello olistico dell'atmosfera marziana e serviranno per studiare i motivi che hanno portato alla riduzione del suo spessore ad un livello tale da non permettere all'acqua di esistere allo stato liquido. La sonda avrà tre strumenti scientifici che studieranno l'atmosfera del Pianeta rosso, tra cui una fotocamera digitale ad alta risoluzione, uno spettrometro a infrarossi ed uno ad ultravioletti.

## Sonda della speranza
La sonda della speranza avrà forma esagonale e sarà costruita con una struttura a nido d'ape di alluminio, rigida ma leggera, coperta da un foglio di materiale composito. La massa totale sarà di circa 1500 kg, incluso il propellente, e misurerà 2,37 metri per 2,90 metri, dimensioni comparabili con quelle di una piccola automobile.
L'alimentazione elettrica sarà fornita da pannelli solari da 600 W e da batterie secondarie in assenza di illuminazione solare. I pannelli solari resteranno chiusi durante il lancio, per poi essere dispiegati quando la sonda sarà in orbita. Le comunicazioni verranno effettuate con un'antenna ad alto guadagno formata da una parabola di 1,5 metri di diametro. Tale antenna necessiterà di essere puntata verso la Terra per poter funzionare. Saranno comunque presenti anche delle antenne omnidirezionali per le comunicazioni in prossimità della Terra.
La sonda userà dei sensori stellari per determinare il proprio assetto nello spazio. Saranno presenti a bordo due gruppi di motori: 4 o 6 motori ad elevato delta-v per le manovre spaziali e l'inserimento nell'orbita marziana e 8 o 12 motori RCS per il controllo dell'assetto e piccole manovre di correzione dell'orbita.
Delle ruote di reazione saranno utilizzate per piccole correzioni dell'assetto della sonda per mantenere l'antenna ad elevato guadagno puntata verso la Terra.

### Strumenti
La sonda sarà equipaggiata con tre strumenti scientifici:
- l'Emirates eXploration imager (EXI), che misurerà le proprietà chimico-fisiche di acqua, ghiaccio, polvere, aerosol e l'abbondanza di ozono nell'atmosfera marziana;
- l'Emirates Mars Ultraviolet Spectrometer (EMUS), che misurerà le caratteristiche e le variazioni della termosfera e la presenza di idrogeno e ossigeno nell'alta atmosfera;
- l'Emirates Mars Infrared Spectrometer (EMIRS), che misurerà l'andamento della temperatura e la presenza di ghiaccio, vapore acqueo e polvere nell'atmosfera.

## Lancio
Il lancio è stato effettuato il 20 luglio 2020 dopo essere stato posticipato più volte a causa di condizioni meteo avverse, con un lanciatore giapponese H-IIA dal Centro spaziale di Tanegashima, con arrivo nell'orbita marziana avvenuto il 9 febbraio 2021. La data di partenza è stata scelta perché in quel momento la Terra e Marte si sono trovate alla minima distanza tra loro. Questa situazione si ripete all'incirca ogni due anni, pertanto se la finestra di lancio del 2020 si fosse persa il lancio sarebbe stato posticipato al 2022.